# Velasio De Paolis
Velasio De Paolis (Sonnino, 19 settembre 1935 – Roma, 9 settembre 2017) è stato un cardinale e arcivescovo cattolico italiano.

## Biografia
Velasio De Paolis nacque a Sonnino il 19 settembre 1935.

### Formazione e ministero sacerdotale
Entrò da piccolo nei seminari dei Missionari di San Carlo con il desiderio di diventare missionario tra gli emigrati italiani nel mondo.
Il 20 settembre 1955 a Crespano del Grappa emise la prima professione. Il 4 ottobre 1958 a Piacenza emise quella perpetua. Il 18 marzo 1961 fu ordinato presbitero nella casa madre dell'istituto a Piacenza. Nello stesso anno venne inviato a Roma per proseguire gli studi. Nel 1965 conseguì il dottorato in diritto canonico presso la Pontificia Università Gregoriana, quindi la licenza in teologia presso la Pontificia università "San Tommaso d'Aquino" e la laurea in Giurisprudenza all'Università degli Studi di Roma "La Sapienza". Frequentò anche il biennio di teologia morale all'Accademia alfonsiana di Roma.
Cominciò la sua carriera nel mondo accademico come professore di teologia morale e di diritto canonico nel seminario maggiore scalabriniano a Piacenza e poi a
Bassano del Grappa dal 1965 al 1970. Successivamente fu rettore del collegio internazionale di Roma fino al 1974. Al tempo stesso fu anche vicario provinciale della sua congregazione. Nel 1974 ne divenne consigliere e procuratore generale. Dal 1971 aveva iniziato a insegnare nella Facoltà di diritto canonico della Pontificia Università Gregoriana: nel 1980 divenne professore straordinario e nel 1983 ordinario. Nel 1987 fu chiamato a insegnare anche alla Pontificia Università Urbaniana in qualità di professore aggregato della Facoltà di diritto canonico. Dopo esservi diventato professore ordinario, dal 1998 fu decano della stessa facoltà, dove tenne a lungo il corso di teologia del diritto.
Collaborò anche con diversi istituti religiosi. Fu anche vicario giudiziale del Tribunale ecclesiastico del territorio della Città del Vaticano e giudice esterno del tribunale regionale del Vicariato.
Pur se impegnato nell'attività di studioso di diritto canonico, si dedicò anche all'attività apostolica ed alla predicazione di corsi di esercizi spirituali.
Si distinse per la pubblicazione di oltre duecento tra libri e articoli in varie riviste scientifiche e di spiritualità. Tra le opere pubblicate, "De bonis Ecclesiae temporalibus. Adnotationes in codicem: liber V", edito dalla Gregoriana nel 1986; "I beni temporali della Chiesa", edito dalle Dehoniane di Bologna nel 2001 e "Chiesa e migrazioni", edito dalla Urbaniana University Press nel 2005. Importante fu anche il suo contributo nel dibattito su alcuni temi specifici del diritto canonico. Partecipò a numerose iniziative per lo studio della disciplina, in particolare nell'Associazione canonistica italiana, nel gruppo italiano di docenti della materia, e nella Consociatio internationalis per la promozione del diritto canonico, della quale era stato membro del consiglio direttivo.

### Ministero episcopale e cardinalato
Il 30 dicembre 2003 papa Giovanni Paolo II lo nominò vescovo titolare di Telepte e segretario del Supremo tribunale della Segnatura apostolica. Ricevette l'ordinazione episcopale all'altare della Cattedra della basilica di San Pietro in Vaticano il 21 febbraio successivo dal cardinale Angelo Sodano, Segretario di Stato di Sua Santità, coconsacranti l'arcivescovo Silvano Maria Tomasi, osservatore permanente della Santa Sede presso le Nazioni Unite a Ginevra, e il vescovo Francesco Saverio Salerno, segretario emerito del Supremo tribunale della Segnatura apostolica.
Il 12 aprile 2008 papa Benedetto XVI lo nominò presidente della Prefettura degli affari economici della Santa Sede e lo elevò alla dignità arciepiscopale.
Nel 2009 si dichiarò contrario al fatto che l'adattamento cinematografico del romanzo di Dan Brown Angeli e demoni venisse girato nelle chiese di Roma, affermando che l'autore aveva "rivoltato i Vangeli per avvelenare la fede... Sarebbe inaccettabile trasformare le chiese in set in cui i suoi romanzi blasfemi possano essere trasformati in film nel nome del business". Aggiunse anche che il lavoro di Dan Brown "ferisce sentimenti religiosi comuni".
Il 9 luglio 2010 lo stesso pontefice lo nominò delegato pontificio per la Congregazione dei Legionari di Cristo. Questo avvenne poco dopo che gli abusi sessuali del suo fondatore Marcial Maciel Degollado divennero pubblici e furono ammessi dalla congregazione.
Nell'ottobre dello stesso anno, De Paolis suggerì alla Legione di ridefinire la sua missione e la sua struttura di governo. Riconobbe che rimanevano domande su quanto altri leader della stessa sapessero degli abusi di padre Maciel e che trovare la verità "non fosse così semplice". Dichiarò che i piani per un processo di rinnovo avrebbero potuto richiedere tre anni o più. Lui e quattro consiglieri avrebbero lavorato con i funzionari della Legione per rivedere le Costituzioni della congregazione. Si prese in considerazione la nomina di una commissione per le denunce contro la Legione e di un'altra per affrontare i problemi di gestione finanziaria nella congregazione. Il processo avrebbe anche incluso un'indagine, guidata da monsignor Ricardo Blázquez Pérez, del ramo laico della congregazione, noto come Regnum Christi.
Il 20 novembre 2010 papa Benedetto XVI lo creò cardinale e gli assegnò la diaconia di Gesù Buon Pastore alla Montagnola della quale prese possesso con un solenne pontificale con gran concorso di fedeli il 15 maggio successivo. È uno dei cardinali che ha celebrato la messa tridentina dopo la riforma liturgica.
Il 20 ottobre 2011 il cardinale De Paolis rivelò in una lettera, che un'indagine su Regnum Christi aveva portato alla luce una serie di preoccupazioni che richiedevano la riscrittura delle norme del gruppo. I funzionari della Santa Sede espressero preoccupazione per il fatto che i membri consacrati del Regnum Christi fossero eccessivamente soggetti alla Congregazione dei Legionari di Cristo e che ora chiedevano di mantenere una propria struttura di autorità mantenendo comunque stretti legami con la Legione. De Paolis affermò che "le questioni riguardanti la vita personale e comunitaria che sono emerse da questa stessa visita a livello istituzionale sembrano inizialmente molte e impegnative". Indicò, tuttavia, che il Regnum Christi avrebbe mantenuto la sua affiliazione con la Legione stessa ma che il gruppo laico sarebbe stato separato.
In una lettera del 21 novembre 2011, De Paolis chiese ai consacrati di Regnum Christi di modificare il loro nucleo normativo. La Santa Sede nel 2004 aveva infatti approvato solo il nucleo di 128 norme e non tutto il migliaio di disposizioni. Comunicò anche che presto si sarebbe formata una piccola commissione per estrarre dalle regole più vaste solo quelle che erano strettamente necessarie alla loro vita e al governo del movimento.
Il 26 ottobre 2011 venne riferito che alcuni legionari stavano lasciando l'ordine in quanto avevano perso la fiducia che la Santa Sede avrebbe effettuato le necessarie riforme. Il cardinale De Paolis in un'intervista disse che papa Benedetto XVI lo aveva incaricato solo di guidare la Legione e di aiutare a riscrivere le sue norme non "decapitando" la sua leadership o vendicando il male fatto. De Paolis escluse ogni ulteriore indagine sui crimini di Marcial Maciel Degollado. Aggiunse anche: "Non vedo a quale bene sarebbero servite ulteriori indagini su un insabbiamento. Piuttosto corriamo il rischio di trovarci in un intrigo senza fine, perché queste sono cose troppo private per me per indagare". Alcuni rapporti affermarono che 70 degli 890 membri della Legione e circa 900 donne consacrate avevano lasciato la congregazione o stavano prendendo tempo per riflettere sul loro futuro. De Paolis difese il suo impegno e l'approccio alla riforma, dicendo che si era "inserito" nell'amministrazione della Legione, aveva espanso il suo consiglio direttivo e cambiato alcuni superiori. Disse che non aveva rimosso alcun superiore perché aveva bisogno di apprendere i complessi dettagli della struttura, della cultura e delle finanze dell'ordine. Disse che la sua priorità era persuadere i leader della Legione a seminare il cambiamento dall'interno.
Nel febbraio del 2014 a seguito del Capitolo generale straordinario dei Legionari di Cristo, cessò il suo incarico di delegato pontificio. Nello stesso anno affermò che uno dei "punti chiave" nelle Costituzioni riformulate era una "distinzione più chiara e accurata tra il forum interno e il forum esterno, e tra il forum sacramentale e quello disciplinare". Il riferimento sembrava indicare che le nuove Costituzioni avrebbero permesso ai legionari di scegliere i propri confessori, eliminando l'obbligo di confessarsi solo con i sacerdoti scelti dai superiori. Disse anche che i redattori delle nuove Costituzioni avevano ritenuto necessario "riaffermare che l'autorità non è arbitraria ma deve operare all'interno di un consiglio".
Il 21 settembre 2011 papa Benedetto XVI accettò la sua rinuncia all'incarico per raggiunti limiti di età.
In merito allo scandalo Vatileaks, nell'ottobre del 2012 dichiarò al quotidiano italiano La Repubblica che c'era un precedente per il fatto che il papa perdonasse Paolo Gabriele, riconosciuto colpevole di aver rubato documenti papali confidenziali e di averli divulgati ai media. Discutendo di un'eventuale carcerazione di Gabriele disse che solo il papa avrebbe potuto decidere. Aggiunse anche: "Sento di poter dire che, di fronte a una piena confessione di onesto rimorso e all'assoluta certezza che il crimine non potrà essere commesso di nuovo, i papi hanno sempre emesso, a favore dei condannati, misure dettate dalla misericordia che l'essenza della Chiesa, che è sempre vicina ai suoi figli, anche a quelli riconosciuti colpevoli".
Partecipò al conclave del 2013 che elesse papa Francesco. In quell'occasione definì "preoccupante" la partecipazione del cardinale Roger Michael Mahony, accusato di aver coperto per anni preti pedofili nell'arcidiocesi di Los Angeles, ma aggiunse che non c'era alcuna procedura formale per impedirgli di partecipare al conclave, notando che egli "ha il diritto e il dovere di prenderne parte e che le regole devono essere seguite". Le sue osservazioni si aggiunsero a un crescente mormorio sulla correttezza della decisione del cardinale Mahony di partecipare al conclave. Egli infatti era stato poco prima rimproverato dal suo successore, l'arcivescovo José Horacio Gómez, per la sua gestione dei casi di abusi sessuali. Monsignor Gómez, tuttavia, espresse il proprio sostegno alla partecipazione del cardinale Mahony al conclave.
Fu membro del Supremo tribunale della Segnatura apostolica dal 25 gennaio 2010, della Congregazione per il culto divino e la disciplina dei sacramenti dal 29 dicembre 2010, del Pontificio consiglio per i testi legislativi dal 29 dicembre 2010, della Congregazione per le cause dei santi dal 4 maggio 2011 e dell'Amministrazione del patrimonio della Sede Apostolica dal 10 novembre 2011. Fu anche consultore della Congregazione per le Chiese orientali, della Congregazione per gli istituti di vita consacrata e le società di vita apostolica, del Supremo tribunale della Segnatura apostolica e del Pontificio consiglio per i testi legislativi.
Il 19 settembre 2015, al compimento del suo ottantesimo anno di vita, divenne cardinale non elettore e decadde da tutti gli incarichi di Curia.
Da tempo affetto dalla malattia di Parkinson e da un tumore cerebrale, morì serenamente a Roma verso le 10:30 del 9 settembre 2017. Le esequie si tennero l'11 settembre all'altare della Cattedra della basilica di San Pietro in Vaticano e furono presiedute dal cardinale Angelo Sodano. Papa Francesco, in visita apostolica in Colombia, non partecipò al funerale. La salma venne poi tumulata nella tomba del suo ordine al cimitero del Verano. Il 19 settembre 2022 la salma è stata traslata presso l'abbazia di Fossanova, sotto la cripta di San Tommaso d'Aquino presso la Casa dell'Abate, secondo il desiderio del cardinale De Paolis.
Dopo la morte, la Pontificia Università Urbaniana gli ha dedicato la cattedra di diritto canonico.

## Opere
- La natura della potestà del vicario generale. Analisi storico-critica, Pontificia Università Gregoriana, 1966, 147 pagine, EAN 9788876521270.
- De bonis Ecclesiae temporalibus. Adnotationes in codicem: liber V, Pontificia Università Gregoriana, 1986, 121 pagine, EAN 9788876525599.
- De sanctionibus in Ecclesia. Adnotationes in codicem: liber VI, Pontificia Università Gregoriana, 1986, 133 pagine, EAN 9788876525605.
- Commento al codice di diritto canonico. Vol. 6: Le sanzioni nella Chiesa, con Davide Cito, Urbaniana University Press, 2000, 390 pagine, EAN 9788840170169.
- Chiesa e migrazioni, Urbaniana University Press, 2005, 240 pagine, EAN 9788840170992.
- Iustitia in caritate. Miscellanea in onore di Velasio De Paolis, a cura di J. Conn e L. Sabbarese, Urbaniana University Press, 2005, 550 pagine, EAN 9788840140155.
- Note di teologia del diritto, Marcianum Press, 2013, 472 pagine, EAN 9788865122143.
- Le norme generali. Commento al codice di diritto canonico. Libro primo, con Andrea D'Auria, Urbaniana University Press, 2014, 560 pagine, EAN 9788840170442.
- Note di teologia del diritto, Marcianum Press, 2015, 472 pagine, EAN 9788865124499.
- I beni temporali della Chiesa, EDB, 2016, 348 pagine, EAN 9788810408827.

## Genealogia episcopale
La genealogia episcopale è:
- Cardinale Scipione Rebiba
- Cardinale Giulio Antonio Santori
- Cardinale Girolamo Bernerio, O.P.
- Arcivescovo Galeazzo Sanvitale
- Cardinale Ludovico Ludovisi
- Cardinale Luigi Caetani
- Cardinale Ulderico Carpegna
- Cardinale Paluzzo Paluzzi Altieri degli Albertoni
- Papa Benedetto XIII
- Papa Benedetto XIV
- Papa Clemente XIII
- Cardinale Marcantonio Colonna
- Cardinale Giacinto Sigismondo Gerdil, B.
- Cardinale Giulio Maria della Somaglia
- Cardinale Carlo Odescalchi, S.I.
- Vescovo Eugène de Mazenod, O.M.I.
- Cardinale Joseph Hippolyte Guibert, O.M.I.
- Cardinale François-Marie-Benjamin Richard de la Vergne
- Cardinale Pietro Gasparri
- Cardinale Clemente Micara
- Cardinale Antonio Samorè
- Cardinale Angelo Sodano
- Cardinale Velasio De Paolis, C.S.